# Hs 117 (ミサイル)

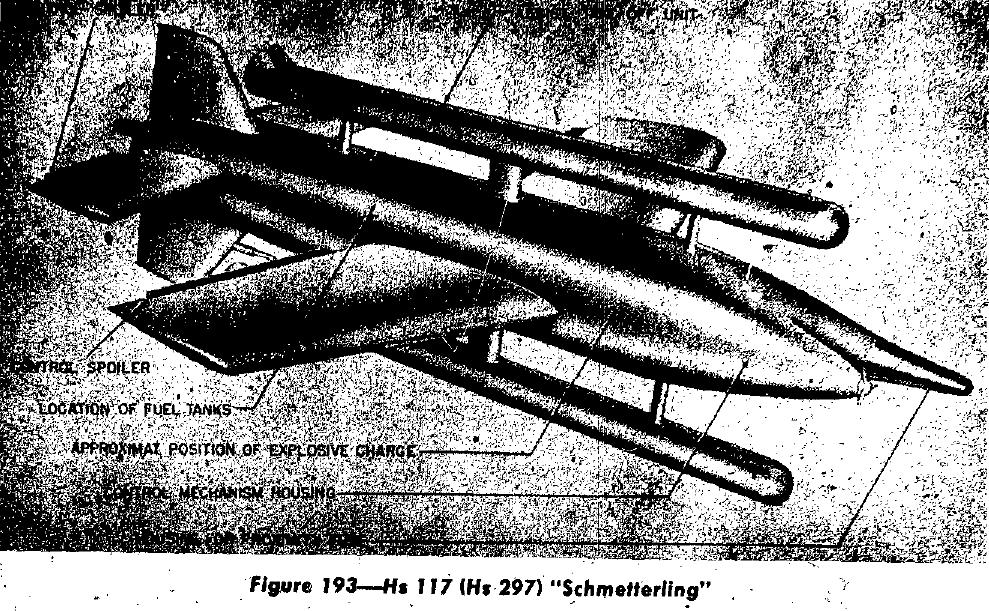
Hs 117の発射時の形態

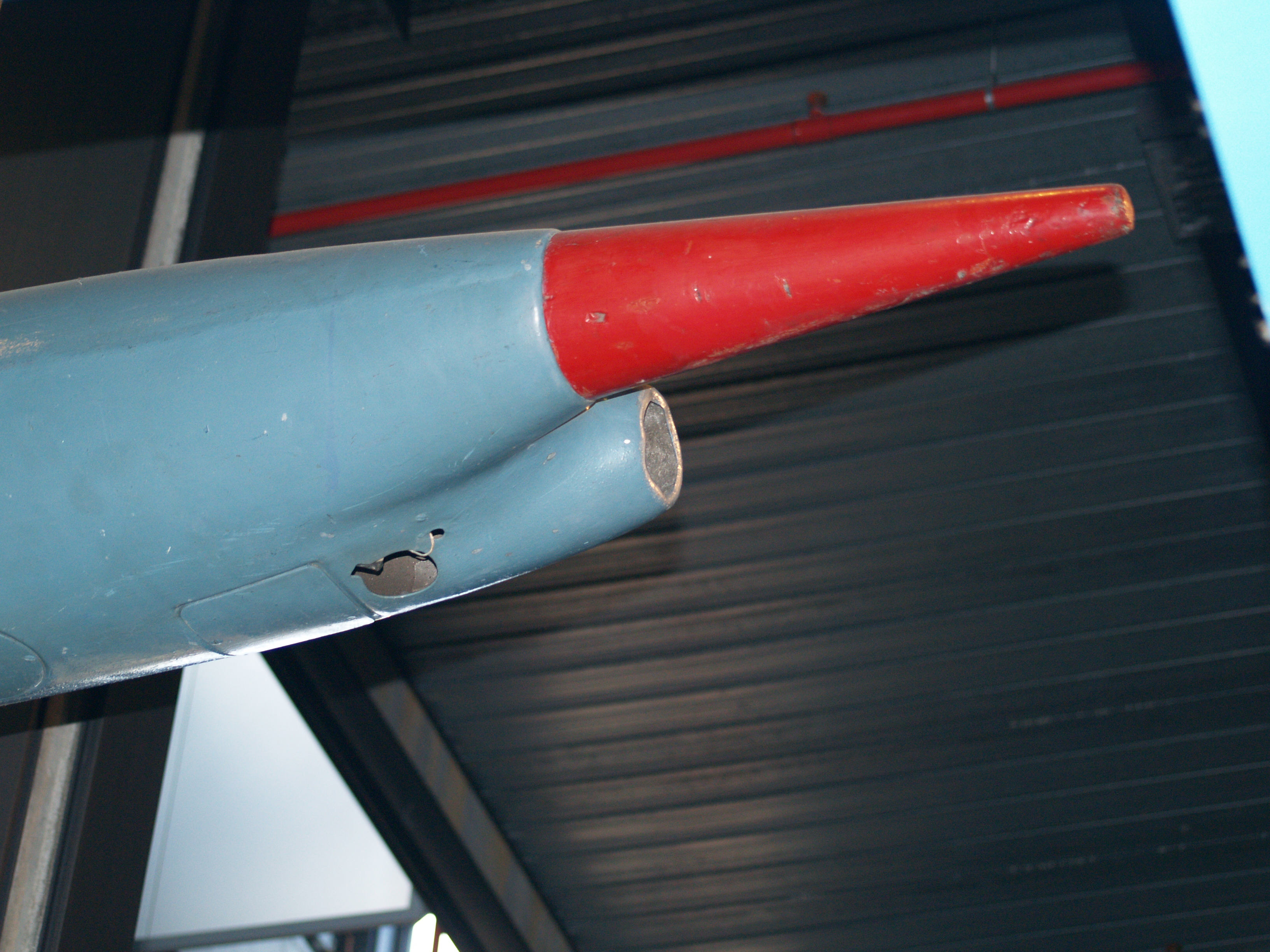
Hs 117の先端部

Hs 117は第二次世界大戦中にドイツが開発した地対空ミサイルである。

## 歴史
1941年、以前Hs293対艦ミサイルに関与していたヘルベルト A. ワーグナー博士は、シュメッテルリングもしくはシュメッターリング（Schmetterling、意味は蝶と蛾の総称）ミサイルをドイツ航空省にHs297として提案したが、対空兵器は不要という理由から拒絶された。しかし1943年、大規模なドイツへの空爆がドイツ航空省の考えを改めさせた。そしてヘンシェル社と契約し、開発と製造を行った。
本体は有翼の液体燃料ロケットである。本体中央には後退角の主翼が、尾部には十文字の尾翼が付いている。本体の上下には2基の固体燃料ロケットである初期加速用ブースターが取り付けられる。各ブースターのノズルは外側（つまり上下）に偏向している。発射は簡易な発射台から斜め上に打ち上げられる。
59回の実験を行い、34回失敗した。実験は1944年6月に成功した。1945年11月には月産3,000基の予定だった。
1945年の1月に、大量生産のプロトタイプが完成したが、2月6日に、親衛隊大将ハンス・カムラーによってプロジェクトがキャンセルされた。
ドイツ大使館在武官であったギュンター・ホーゼルによれば、報復兵器3号はV3 15センチ高圧ポンプ砲ではなくHs117Dのことであるという。

## 派生型
Hs117Hは空対空型で、Do 217、Ju 188、Ju 388によって発射される。発射した航空機の5,000 m上空の敵機を攻撃するように設計された。Hs117Hにブースターは付かない。

## 諸元
- 種類: 地対空ミサイル
- 請負企業: ヘンシェル
- 初期加速ロケット (ブースター) : 固体燃料ロケット
- 主ロケット (サスティナー) : BMW 109-558 液体燃料ロケット
- 噴射剤: SV-Stoff(硝酸)、Tonka
- 長さ: 4.2m
- 直径: 0.35m
- 翼幅: 2m
- 発射時重量: 420kg (170kgのブースターを除く)
- 速度: 658～1008km/h
- 弾頭: 25 kg爆薬
- 射程: 32,000 m
- 射高: 10,700 m
- 信管: 近接信管
- 誘導システム: 手動指令照準線一致誘導方式: 目視誘導, 無線誘導
- 運用国: ドイツ, ソビエト連邦 (戦後の防空システム開発のためR-105のテストでHs-117を使用)